# United Vansen
United Vansen International Sports Co., Ltd., die auch als United Vansen, UVS oder Wansheng bekannt ist, ist ein chinesisches Unternehmen mit Sitz in Peking, China das im Jahr 2008 gegründet wurde. Der Eigentümer des Unternehmens ist Wang Hui.
Das Unternehmen ist bekannt für seine Investition in den Fußballverein ADO Den Haag bei dem United Vansen für 8,9 Mio. US-Dollar einen Anteil von 98 Prozent übernahm. Auch organisierte es die Abschlussfeier der Olympischen Sommerspiele 2008 in Peking.
Das Hauptgeschäft umfasst die Organisation von internationalen und sportlichen Wettkämpfen. Durch Investitionen großer Investmentgesellschaften hat United Vansen erhebliche finanzielle Mittel. Im Jahr 2010 initiierte United Vansen Fußballspiele für Unternehmen zum Wohle der Mitarbeiter.